# Vereinigte Großloge von England
Die Vereinigte Großloge von England (engl. United Grand Lodge of England, abgekürzt UGLE oder UGLoE) ist die Dachorganisation der Freimaurerei in England und Wales. Sie behauptet von sich, die älteste Großloge der Welt zu sein.

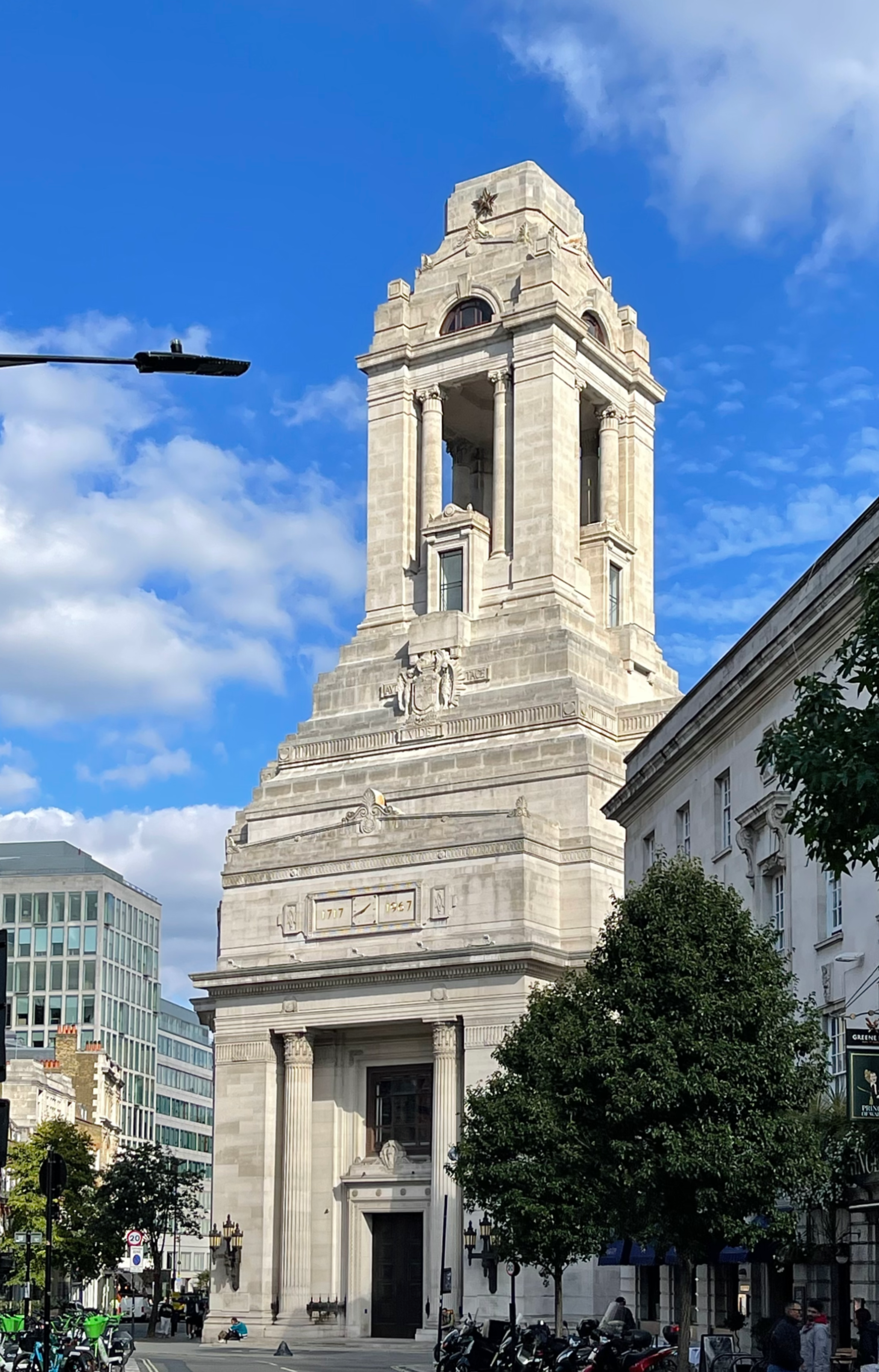
Freemasons’ Hall (London),
Hauptgebäude der Vereinigten Großloge von England in London im 2024

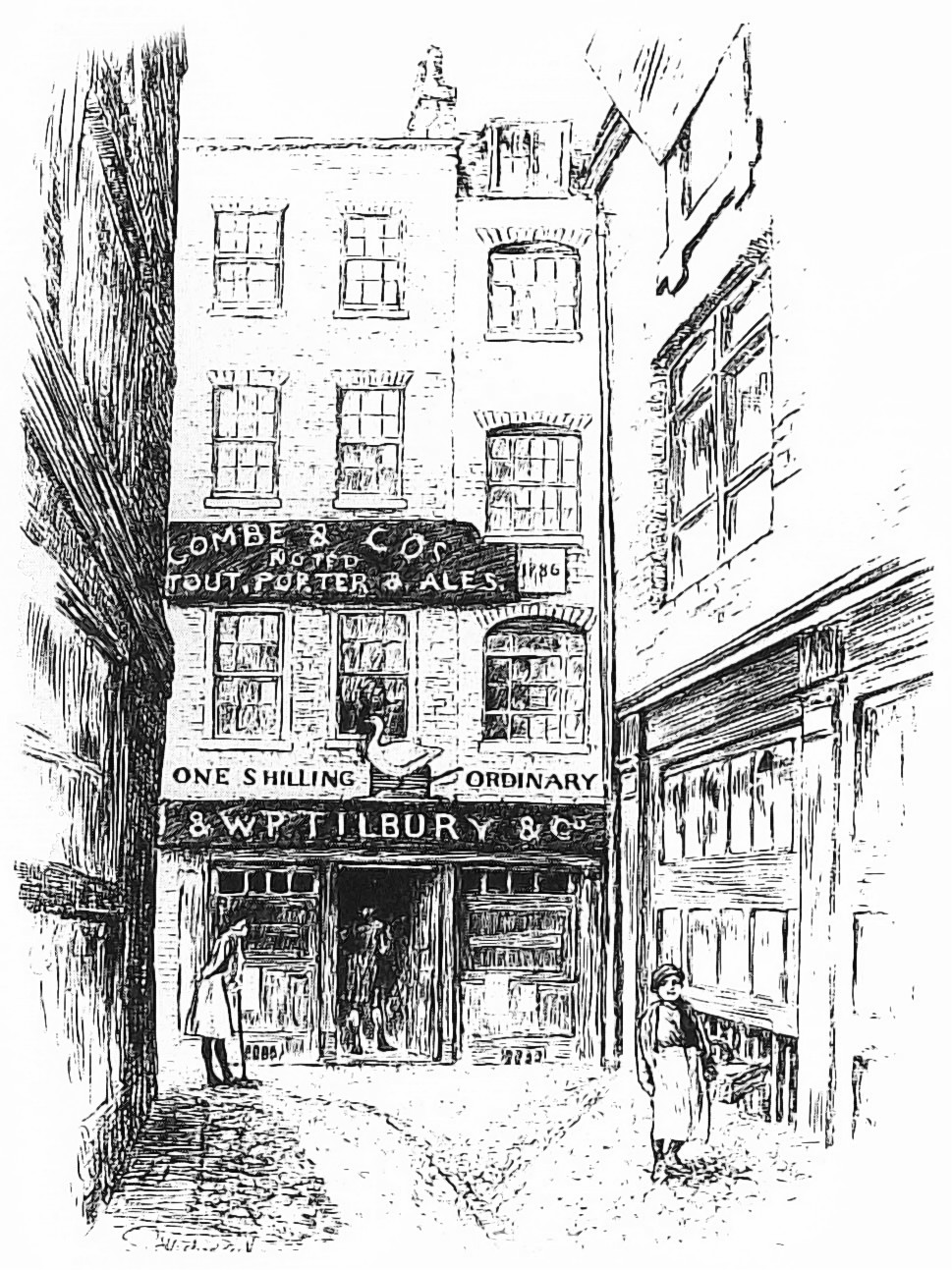
„Goose and Gridiron“
Gründungsort der
Ersten Großloge von England, 1717

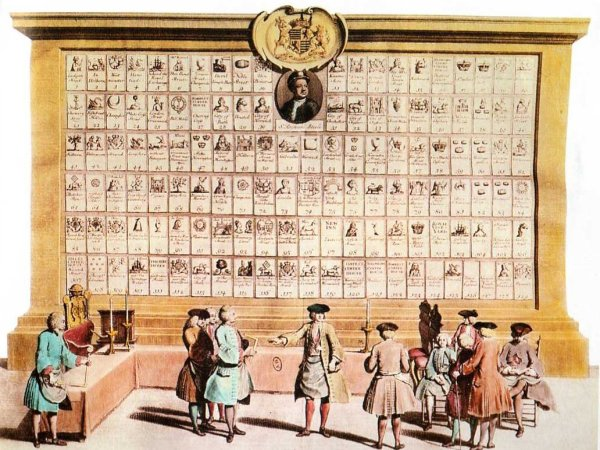
Tafel der Logen der Großloge von London, 1735

## Entstehung
Die Erste Großloge von England (englisch The Premier Grand Lodge of England, PGLoE) entstand am 24. Juni 1717 durch einen Zusammenschluss von vier alten Freimaurerlogen aus London und Westminster im Goose and Gridiron Ale House im St Paul’s Churchyard.
1721 erteilte der erste englische adlige Großmeister John Montagu, 2. Duke of Montagu (* 1690; † 1749) dem schottischen Prediger James Anderson den Auftrag, auf der Grundlage von alten gotischen Konstitutionen eine neue Konstitution für die Großloge niederzuschreiben, die heute unter dem Begriff Alte Pflichten bekannt ist.
1751 entstand eine oppositionelle Großloge, die behauptete, die PGLoE habe Innovationen eingeführt und sei von den Alten Landmarken abgewichen, die vom Prinzen Edwin von York im Jahr 926 bewilligt wurden. Aus diesem Grund wurde diese Großloge als Antients Grand Loge bezeichnet. Diese Meinungsverschiedenheiten zwischen den beiden Großlogen hielten etwa 63 Jahre an. Es gab Mitglieder, die zwischen beiden Großlogen standen und in beiden aktiv waren.
1809 ernannten beide Großlogen Beauftragte, um über einen Zusammenschluss zu verhandeln. Dieser Prozess dauerte etwa vier Jahre, bis man am 27. Dezember 1813 eine große Zeremonie in der Freemasons’s Hall in London veranstaltete, wo sich beide Großlogen zur Vereinigten Großloge von England zusammenschlossen.
Heute ist die Vereinigte Großloge von England in Provinzialgroßlogen organisiert, die ungefähr den traditionellen Grafschaften von England entsprechen. Diese bilden die lokale Administration der Organisation. Die Provinz von London wird als Metropolitan Grand Lodge bezeichnet. Jurisdiktionen in anderen Ländern sind als Distrikte organisiert.

## Beziehungen zu anderen Großlogen
Anfänglich bestand zwischen dem Grand Orient de France (GOdF) und der Vereinten Großloge von England eine gegenseitige Anerkennung. Diese beiden Dachverbände bestimmen maßgeblich die Organisation der Freimaurerei. Auf dem Konvent 1877 erwähnte der Grand Orient de France erstmals den Begriff des „Allmächtigen Baumeisters aller Welten“ aufgrund des Antrages des protestantischen Geistlichen Frédéric Desmons nicht mehr:

„Die Freimaurerei hat zu Grundsätzen die unbedingte Gewissensfreiheit und die menschliche Solidarität. Sie schließt niemanden um seines Glaubens willen aus.“

Als dann der GOdF zusätzlich das „Buch des heiligen Gesetzes“ durch ein „weißes Buch“ ersetzte, kam es zur Spaltung: Die Vereinigte Großloge von England brach die Beziehungen 1913 zum GOdF einseitig offiziell ab und aberkannte ihre „Regularität“. Umgekehrt erkennt der GOdF aber die Vereinigte Großloge von England und die von ihr anerkannten Großlogen und Logen weiterhin an.
Heute wird diese Nichtanerkennung damit begründet, dass die vom GOdF ausgehenden „liberalen“ Logen gegen die Basic Principles der UGLoE verstoßen, indem sie zum Teil politische Diskussionen in den Logen zulassen und Frauenlogen und gemischtgeschlechtliche Logen anerkennen. Seit dem 10. März 1999 untersagt die Vereinigte Großloge von England in einer öffentlichen Erklärung offiziell den Besuch von rituellen Versammlungen liberaler Logen.

## Großmeister
| Name des Großmeisters                    | Amtszeit       | Porträt |
| ---------------------------------------- | -------------- | ------- |
| Augustus Frederick, 1. Duke of Sussex    | 1813–1843      |         |
| Thomas Dundas, 2. Earl of Zetland        | 1844–1870      |         |
| George Robinson, 1. Marquess of Ripon    | 1870–1874      |         |
| Eduard VII.                              | 1874–1901      |         |
| Arthur, Duke of Connaught and Strathearn | 1901–1939      |         |
| George, 1. Duke of Kent                  | 1939–1942      |         |
| Henry Lascelles, 6. Earl of Harewood     | 1942–1947      |         |
| Edward Cavendish, 10. Duke of Devonshire | 1947–1950      |         |
| Roger Lumley, 11. Earl of Scarbrough     | 1951–1967      |         |
| Edward, 2. Duke of Kent                  | 1968-Gegenwart |         |